# 大彎曲國家公園
大彎曲國家公園（英文：Big Bend National Park）位于美国德克薩斯州西南部，是德克薩斯州最大的國家公園。公園與墨西哥接壤，只有一河之隔，以河中心為國界。该公园具有国家重要性，是美国境内最大的保护区，保护着奇瓦瓦沙漠地形和生态。公园以园内格蘭德河/北布拉沃河中的一个大弯曲命名。该公园保护了超过1,200种植物、450多种鸟类、56种爬行动物和75种哺乳动物。其他公园活动还包括风景优美的车程、由大彎曲公园护林员带领的项目以及观赏星空。公園內大部分面積屬於沙漠，而格兰德河流過的地方則是綠洲和峽谷，另外公園中央有一座高山名叫Chisos Mountain，算是落磯山脈的一條餘脈，大彎曲國家公園是荒漠、綠洲和高山的巧妙綜合體。

## 自然景觀
大彎曲國家公園的自然景觀可以分為公園東部（主要是Boquillas峽谷）、中部（主要是Chisos山）和西部（主要是Santa Elena峽谷）三部分。

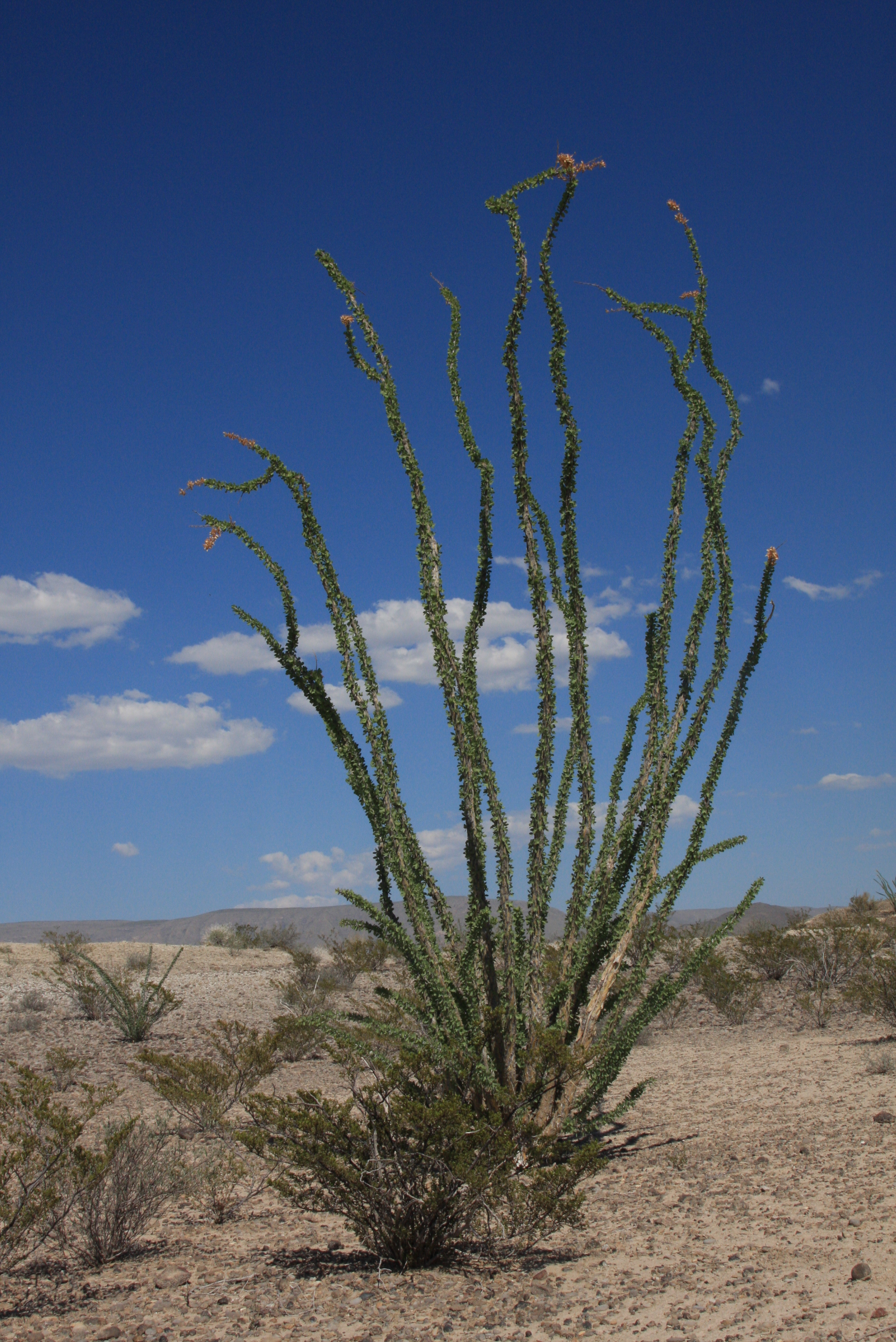
東部荒漠的Ocotillo在雨後長出新葉

### 東部
公園東部是一大片荒漠，到處都是仙人掌，夏天雨季時草叢裏經常躲著大蜘蛛、毒蛇等，一些地方還曾經出土史前動物化石呢。公路穿過一個小山洞後便可以看見Sierra del Carmen山脈像一堵牆那樣橫在面前。黃昏時，夕陽照在山脈上，石頭反射著通紅色，像著了火一樣，蔚為奇觀。其實，整個Sierra del Carmen山脈都不在國家公園裏，甚至不在美國境內，它在墨西哥裏。這裏是美國與墨西哥的邊境，大約一世紀前，這裏開闢了一條非正式的通道進入墨西哥的Boquillas del Carmen村莊；可是2002年5月，美國因為國土安全考慮，將這條通道關閉了。
公路的盡頭便是Boquillas峽谷，峽谷對岸便是墨西哥。911事件以後，美國以國土安全為理由，單方面關閉了這裡Rio Grande Village通往墨西哥的過境通道，素以遊客生意謀生的墨西哥村民頓失生計，只好騎著馬或驢子過河兜售紀念品。美國的法律不許任何人在此越過國界，採集、購買、進口、擁有石頭、礦物以及具有考古價值的文物等。墨西哥村民若被抓到會被運往El Paso或Del Rio遣返。近年來，Boquillas峽谷的停車場也貼出告示說此地治安不好，車子多有被爆竊的。
Boquillas峽谷裏一年四季風勢都很大，岸邊的河沙每被刮起，便是一陣飛沙走石。沙石沉澱在向風的山坡上，一些遊客把它當作天然的滑梯，重複著爬上去又再滑下來……沙石最後被一排竹子擋住，參觀Boquillas峽谷的小徑必須穿過這一小片竹林，竹林隧道的兩頭截然不同，從炎熱的荒漠出發，繞過一小山頭，再穿過一小段竹林隧道，便是一陣飛沙走石；風勢稍停，睜開眼睛一看，巍峨的Boquillas峽谷就在眼前！細心的遊客還會去河邊的磐石上走一走，磐石上能找到許多洞，據說是過去印地安人為儲存種子而鑽的。

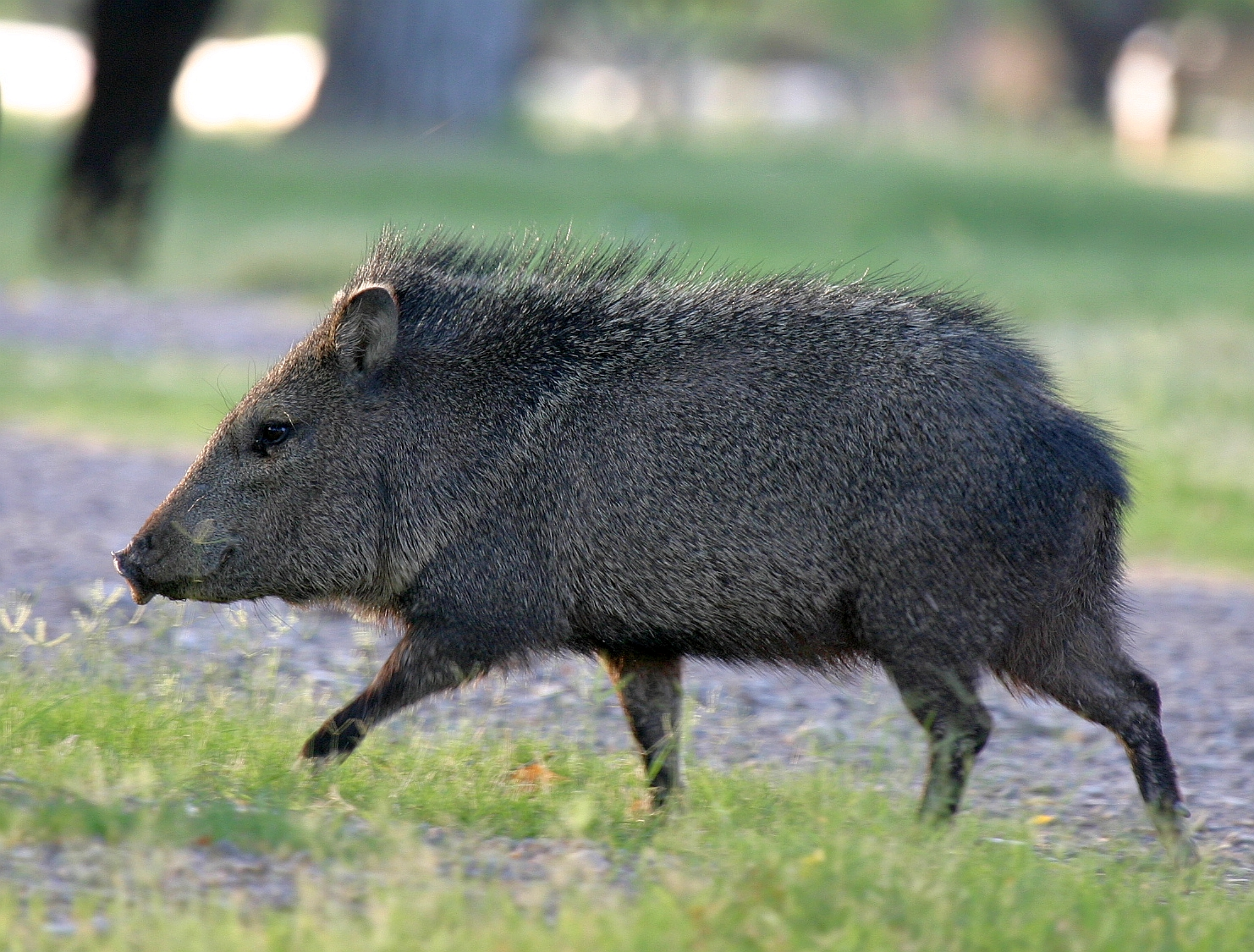
西部營地裏覓食的西貒

### 西部
公園西部雖然也是荒漠地帶，可是卻與東部荒漠開到哪兒都是千篇一律的單調感覺截然不同。這裏充滿了火山運動遺跡，曾經是一片地殼非常活躍的地方。這裏的山多由火山灰堆積而成，比如說遠眺山羊山(Goat Mountain)就會發現整座山由包括綠色在內的三層不同顏色的火山灰凝固而成；另外，公路旁有一些白色的小山丘，是由白色的火山灰凝固而成的，就像是昨天才剛剛堆在那兒的感覺一樣。在這裏遠足（如Burro Spring Trail，或Mule Ear Spring Trail）有機會踏過許多截然不同顏色的地層。據說，這裏過去像黃石國家公園那樣，是地殼的一個熱點所在處，擁有數不清的熱噴泉。火山運動轉移離開後，這些噴泉的泉眼被不同的砂石填滿，又經過年月風霜的侵蝕後，這些泉眼便顯露出來，因此知情的人還可以認出一些噴泉化石。
公路的盡頭是Santa Elena峽谷。遠遠看來，Rio Grande河就像是從一道城牆的缺口流出，那缺口便是Santa Elena峽谷口。從前這裡是一片平原，後來出現了一條新的地殼斷層，斷層一邊被上抬，另一邊在下沉，形成這一條像牆一樣的山脈。Rio Grande河穿過此斷層，沖刷出一條Santa Elena峽谷。旱季時，遊客可以沿著一條小徑深入峽谷參觀；雨季時，大水能淹過停車場廁所的屋頂，自備橡皮艇的遊客還可以從這裡下水沿河尋幽探勝。

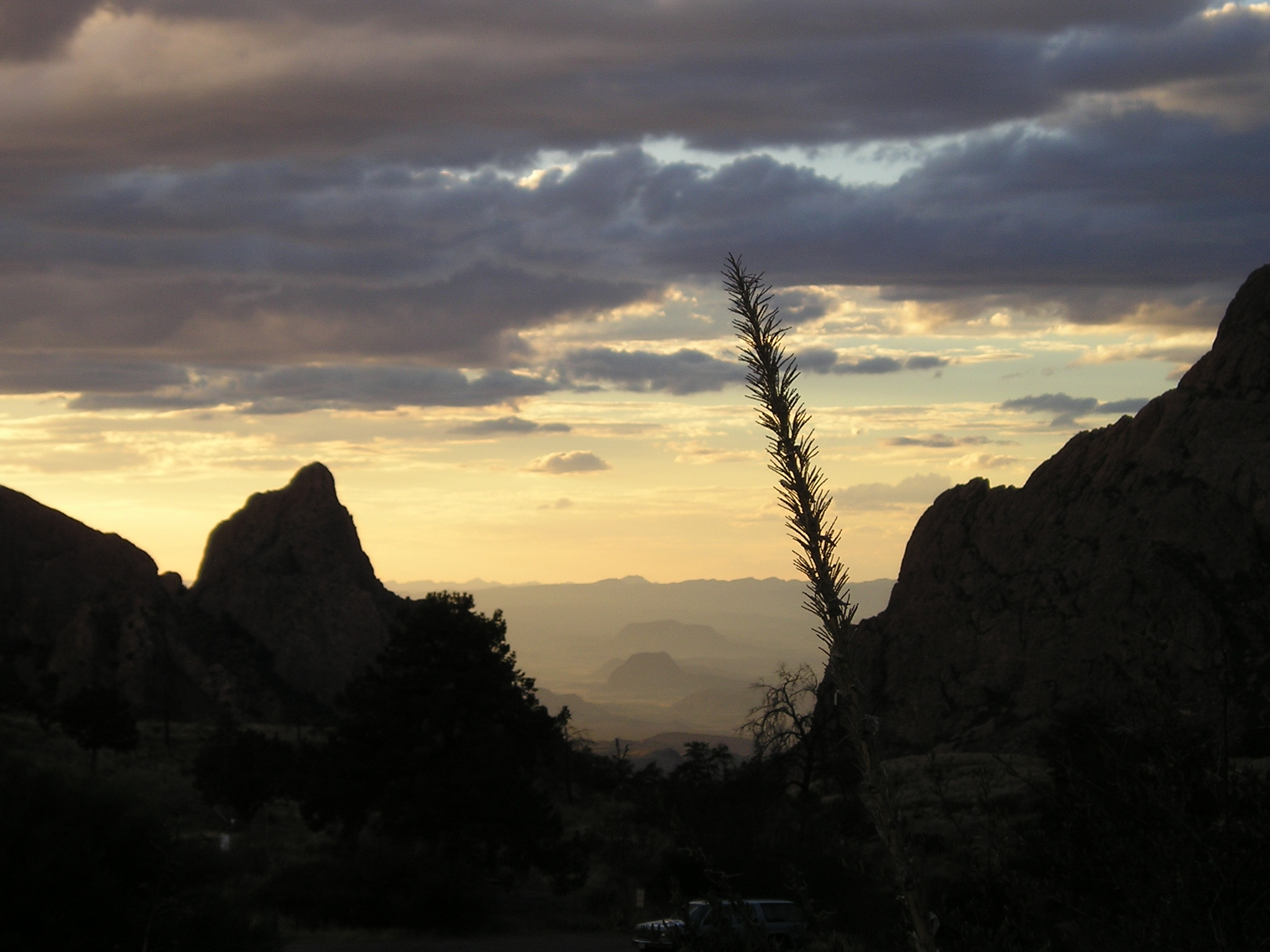
"The Window"

### 中部
公園中部以奇索斯山(Chisos Mountain)為主。奇索斯山不但很高而且孤立在奇瓦瓦沙漠中，山上氣候涼爽、樹林茂密；可是四周都是荒漠，非常炎熱。因此山上的動植物（包括山獅子、灰兔、白尾鹿等）世世代代被困在山上，與世隔絕地繁衍，形成一個生態島嶼。同樣地，當你繞到山的西部時，火山運動遺跡較顯著，土壤顏色也有較多變化。
山上有奇索斯盆地(Chisos Basin)，有旅店、餐廳，還有露營區。The Window是奇索斯山上最短的小徑，也是唯一一條傷殘人士的輪椅能通行的小徑。從這裡出發，大部分小徑都要走一天或以上。奇索斯山的山頂叫做Emory Peak，通往山頂的路蜿延盤旋，常常是一大段的之字形上山路，最後25公尺需要手腳並用地爬上去。山頂的平地大約只有一米見方，四面都是懸涯。這裡同一時間容納不了幾個人，卻是整個國家公園裏手機唯一有信號的地方。
這裡還有許多不同的小徑，通往不同的地方，有的翻過風光明媚的山脊，有的穿過幽暗的山谷，有的帶你去遠眺公園南部的山勢起伏，有的引你到山腳下荒漠中的甘泉……